# 後藤夕貴
後藤 夕貴（ごとう ゆき、1993年6月12日 - ）は、神奈川県出身のタレント。血液型はO型。元チャオ ベッラ チンクエッティのメンバーである。公式ニックネームは「ごとぅー」。その他の愛称は「ゆき」「ごっち」「ごっちゃん」「ごっつ」。メンバーカラーは       黄色。

## 略歴
- 2004年、ハロプロ エッグ オーディション2004に合格し、ハロプロエッグの一員となった。
- 2006年3月19日、Hello!Project SPORTS FESTIVAL 2006でキックベースボールの試合のアシスタント（1アウト役）を務めた。
- 2006年8月16日、舞台出演に伴い公式ブログ「YUKI'S BLOG」がスタートした。
- 2006年10月、THE ポッシボー（ハロプロエッグ）へ加入。6日にTHE ポッシボー（ハロプロエッグ）オフィシャルブログにプロフィールが追加された。11日に同ブログで正式に加入発表。加入に伴い、それまでの公式ブログ「YUKI'S BLOG」は終了した。
- 2011年6月17日、後藤夕貴が18歳になることを期にTHE ポッシボーのメンバーが個別でブログを開始した[1][2]。
- 2012年4月27日、Twitterを開始[3]。
- 2018年8月2日にチャオベッラチンクエッティが解散、ソロ活動に入る

## 人物
- 身長：153cm
- 趣味：ダンス、ピアノ、落書き、プリクラ、髪をいじる事
- 特技：ダンス、ピアノ
- 好きな物：バドミントン、音楽、落書き
- 苦手な事：早起き
- 好きな食べ物：いちご、エビ
- 嫌いな食べ物：ボソボソしたもの
- 好きな色：ピンク、白、黒、水色、黄色(?)
- 自分を動物に例えると：リス
- 仲の良いハロプロエッグのメンバー：古川小夏、岡田ロビン翔子、秋山ゆりか

## 作品

### 映像作品
- もうすぐアダルトゥ（2011年6月8日、TNX）

## 出演

### コンサート
- Hello! Project 2005 Winter 〜A HAPPY NEW POWER! 紅組〜（2005年1月）
- Hello! Project 2005 夏の歌謡ショー 〜'05 セレクション! コレクション!〜（2005年7月）
- Hello! Project 2006 Winter 〜ワンダフルハーツ〜（2006年1月）
- Hello! Project 2006 Summer 〜ワンダフルハーツランド〜（2006年7月）

### アニメ声優
- ヒャッコ（2008年） - 八木ユキ 役

### 舞台
- 劇団 X-QUEST「剣狼-KENROH-」（2006年10月5日 - 9日）
- つんく♂タウンTHEATER 第二弾 脱煙応援プロジェクト「手を挙げろ!健康強盗だ」（2007年1月10日 - 14日、新宿村ライブ）
- つんく♂THEATER 第四弾『あぁ 女子合唱部〜栄光のかけら〜』（2007年9月22日 - 24日、全電通労働会館） - 嶋田麗 役（ダブルキャストB）
- トライフルエンターテインメントプロデュース「空飛ぶツチノコ」（2010年5月12日-5月16日、ザ・ポケット）
- つんく♂THEATER第九弾〜めちゃモテ劇場〜「めちゃモテ委員長VSめちゃモテ反対委員会ですわっ!」（2011年1月6日 - 10日、六行会ホール） - MM学園 合唱部 ごとぅー 役
- トライフルエンターテインメント＋演劇集団イヌッコロ「オタッカーズ・ハイ」（2011年4月5日-4月10日、テアトルBONBON） - 伊藤杏奈 役
- 女神座ATHENA よみきかせリーディングライブ「天使の図書室 Vol.04」（2018年9月1日、コフレリオ新宿シアター）
- 劇団ズッキュン娘  第14回公演「たいへんよく生きました！」（2019年4月25日 - 29日、東京芸術劇場シアターウエスト）
- 朗読劇「Greif～TEGAMI～」（2019年7月25日 - 28日、Aチーム公演、千本桜ホール）
- 「RED&BEAR～クィーンサンシャイン号殺人事件～」（2020年1月24日 - 2月2日、サンシャイン劇場）
- 朗読劇「TEGAMI 2」（2020年2月20日 - 2月24日、オメガ東京）
- オンライン朗読劇「TEGAMI２」（2020年9月3日 - 6日）
- 劇団ズッキュン娘第15回本公演「ハリケーン･マリア」（2021年1月20日 - 24日、銀座博品館劇場）
- ミュージカル･ギルドq.第19回公演「BRAVE HEART」（2021年4月7日 - 10日、IMAホール）
- 舞台「くちびるに歌を」（2024年6月6日 - 10日、あうるすぽっと）[4]

### 映画
- Cheerfu11y（2011年10月）[5] - 塚ぽん 役[6]